# Liste der Finanzminister Japans
Der Finanzminister Japans (jap. 財務大臣, zaimu-daijin; bis 2001: 大蔵大臣, ōkura-daijin) ist Mitglied des japanischen Kabinetts. Er steht dem Finanzministerium vor. Vor der Einrichtung des Kabinetts 1885 hieß dieses Amt Ōkura-kyō (大蔵卿) und war Teil des Daijō-kan.

## Ōkura-kyōnach derMeiji-Restauration
| # | Name                 | Amtszeit                      | Politische Gruppierung |
| - | -------------------- | ----------------------------- | ---------------------- |
| 1 | Matsudaira Yoshinaga | 16. Sep. 1869 – 29. Sep. 1869 | Fukui (Daimyō)         |
| 2 | Date Munenari        | 16. Okt. 1869 – 14. Juni 1871 | Uwajima (Daimyō)       |
| 3 | Ōkubo Toshimichi     | 13. Aug. 1871 – 12. Okt. 1873 | Satsuma-Clique         |
| 4 | Ōkuma Shigenobu      | 25. Okt. 1873 – 28. Feb. 1880 | Hizen-Clique           |
| 5 | Sano Tsunetami       | 28. Feb. 1880 – 21. Okt. 1881 | Hizen-Clique           |
| 6 | Matsukata Masayoshi  | 21. Okt. 1881 – 22. Dez. 1885 | Satsuma-Clique         |

## Ōkura-daijinnach der Einrichtung des Kabinetts
| #  | Name                                | Kabinett | Amtszeit                       | Politische Gruppierung/Partei                             |
| -- | ----------------------------------- | --- | ------------------------------ | --------------------------------------------------------- |
| 1  | Matsukata Masayoshi                 | Kabinett Itō I Kabinett Kuroda Kabinett Yamagata I Kabinett Matsukata I                                                          | 22. Dez. 1885 – 8. Aug. 1892   | Satsuma-Clique                                            |
| 2  | Watanabe Kunitake                   | Kabinett Itō II | 8. Aug. 1892 – 17. März 1896   | Satsuma-Clique                                            |
| 3  | Matsukata Masayoshi (kommissarisch) | Kabinett Itō II | 17. März 1896 – 27. Aug. 1896  | Satsuma-Clique                                            |
| 4  | Watanabe Kunitake                   | Kabinett Itō II | 27. Aug. 1896 – 18. Sep. 1896  | Satsuma-Clique                                            |
| 5  | Matsukata Masayoshi (kommissarisch) | Kabinett Matsukata II | 18. Sep. 1896 – 12. Jan. 1898  | Satsuma-Clique                                            |
| 6  | Inoue Kaoru                         | Kabinett Itō III | 12. Jan. 1898 – 30. Juni 1898  | Chōshū-Clique                                             |
| 7  | Matsuda Masahisa                    | Kabinett Ōkuma I | 30. Juni 1898 – 8. Nov. 1898   | Kensei-tō                                                 |
| 8  | Matsukata Masayoshi                 | Kabinett Yamagata II | 8. Nov. 1898 – 19. Okt. 1900   | Satsuma-Clique                                            |
| 9  | Watanabe Kunitake                   | Kabinett Itō IV | 19. Okt. 1900 – 14. Mai 1901   | Rikken Seiyūkai                                           |
| 10 | Saionji Kinmochi (kommissarisch)    | Kabinett Itō IV | 14. Mai 1901 – 2. Juni 1901    | Rikken Seiyūkai                                           |
| 11 | Sone Arasuke                        | Kabinett Katsura I | 2. Juni 1901 – 7. Jan. 1906    | Chōshū-Clique                                             |
| 12 | Sakatani Yoshio                     | Kabinett Saionji I | 7. Jan. 1906 – 14. Jan. 1908   |                                                           |
| 13 | Matsuda Masahisa                    | Kabinett Saionji I | 14. Jan. 1908 – 14. Juli 1908  | Rikken Seiyūkai                                           |
| 14 | Katsura Tarō (kommissarisch)        | Kabinett Katsura II | 14. Juli 1908 – 30. Aug. 1911  | Chōshū-Clique                                             |
| 15 | Yamamoto Tatsuo                     | Kabinett Saionji II | 30. Aug. 1911 – 21. Dez. 1912  |                                                           |
| 16 | Wakatsuki Reijirō                   | Kabinett Katsura III | 21. Dez. 1912 – 20. Feb. 1913  | Sawakai                                                   |
| 17 | Takahashi Korekiyo                  | Kabinett Yamamoto I | 20. Feb. 1913 – 16. April 1914 | Rikken Seiyūkai                                           |
| 18 | Wakatsuki Reijirō                   | Kabinett Ōkuma II | 16. Apr. 1914 – 10. Aug. 1915  | Sawakai                                                   |
| 19 | Taketomi Tomitoshi                  | Kabinett Ōkuma II | 10. Aug. 1915 – 9. Okt. 1916   | Rikken Dōshikai                                           |
| 20 | Terauchi Masatake (kommissarisch)   | Kabinett Terauchi | 9. Okt. 1916 – 16. Dez. 1916   | Chōshū-Clique                                             |
| 21 | Shōda Kazue                         | Kabinett Terauchi | 16. Dez. 1916 – 29. Sep. 1918  | Kenkyūkai                                                 |
| 22 | Takahashi Korekiyo                  | Kabinett Hara Kabinett Takahashi                                                                                                 | 29. Sep. 1918 – 12. Juni 1922  | Rikken Seiyūkai                                           |
| 23 | Ichiki Otohiko                      | Kabinett Katō Tomosaburō | 12. Juni 1922 – 2. Sep. 1923   |                                                           |
| 24 | Inoue Junnosuke                     | Kabinett Yamamoto II | 2. Sep. 1923 – 7. Jan. 1924    | parteilos                                                 |
| 25 | Shōda Kazue                         | Kabinett Keigo | 7. Jan. 1924 – 11. Juni 1924   | Kenkyūkai                                                 |
| 26 | Hamaguchi Osachi                    | Kabinett Katō Takaaki Kabinett Wakatsuki I                                                                                       | 11. Juni 1924 – 3. Juni 1925   | Kenseikai                                                 |
| 27 | Hayami Seiji                        | Kabinett Wakatsuki I | 3. Juni 1925 – 19. Sep. 1925   | Kenseikai                                                 |
| 28 | Kataoka Naoharu                     | Kabinett Wakatsuki I | 19. Sep. 1925 – 20. April 1927 | Kenseikai                                                 |
| 29 | Takahashi Korekiyo                  | Kabinett Tanaka Giichi | 20. Apr. 1927 – 2. Juni 1927   | Rikken Seiyūkai                                           |
| 30 | Mitsuchi Chūzō                      | Kabinett Tanaka Giichi | 2. Juni 1927 – 2. Juli 1929    | Rikken Seiyūkai                                           |
| 31 | Inoue Shunnosuke                    | Kabinett Hamaguchi Kabinett Wakatsuki II                                                                                         | 2. Juli 1929 – 13. Dez. 1931   | Rikken-Minsei-tō                                          |
| 32 | Takahashi Korekiyo                  | Kabinett Inukai Kabinett Saitō                                                                                                   | 13. Dez. 1931 – 8. Juli 1934   | Rikken Seiyūkai                                           |
| 33 | Fujii Sadanobu                      | Kabinett Okada | 8. Juli 1934 – 27. Nov. 1934   |                                                           |
| 34 | Takahashi Korekiyo                  | Kabinett Okada | 27. Nov. 1934 – 27. Feb. 1936  | Rikken Seiyūkai                                           |
| 35 | Machida Chūji (kommissarisch)       | Kabinett Okada | 27. Feb. 1936 – 9. März 1936   | Minsei-tō                                                 |
| 36 | Baba Eiichi                         | Kabinett Hirota | 9. März 1936 – 2. Feb. 1937    | Kenkyūkai                                                 |
| 37 | Yūki Toyotarō                       | Kabinett Hayashi | 2. Feb. 1937 – 4. Juni 1937    |                                                           |
| 38 | Kaya Okinori                        | Kabinett Konoe I | 4. Juni 1937 – 26. Mai 1938    |                                                           |
| 39 | Ikeda Shigeaki                      | Kabinett Konoe I | 26. Mai 1938 – 5. Jan. 1939    |                                                           |
| 40 | Ishiwata Sōtarō                     | Kabinett Haranuma | 5. Jan. 1939 – 30. Aug. 1939   |                                                           |
| 41 | Aoki Kazuo                          | Kabinett Abe Nobuyuki | 30. Aug. 1939 – 16. Jan. 1940  | Kenkyūkai                                                 |
| 42 | Sakurauchi Yukio                    | Kabinett Yonai | 16. Jan. 1940 – 22. Juli 1940  | Minsei-tō                                                 |
| 43 | Kawada Isao                         | Kabinett Konoe II | 22. Juli 1940 – 18. Juli 1941  | Kenkyūkai                                                 |
| 44 | Ogura Masatsune                     | Kabinett Konoe III | 18. Juli 1941 – 18. Okt. 1941  | Kenkyūkai                                                 |
| 45 | Kaya Okinori                        | Kabinett Tōjō | 18. Okt. 1941 – 19. Feb. 1944  |                                                           |
| 46 | Ishiwata Sōtaro                     | Kabinett Tōjō Kabinett Koiso | 19. Feb. 1944 – 21. Feb. 1945  | Kenkyūkai                                                 |
| 47 | Tsushima Juichi                     | Kabinett Koiso | 21. Feb. 1945 – 7. April 1945  |                                                           |
| 48 | Hirose Toyosaku                     | Kabinett Suzuki Kantarō | 7. Apr. 1945 – 17. Aug. 1945   |                                                           |
| 49 | Tsushima Juichi                     | Kabinett Higashikuni | 17. Aug. 1945 – 9. Okt. 1945   |                                                           |
| 50 | Shibusawa Keizō                     | Kabinett Shidehara | 9. Okt. 1945 – 22. Mai 1946    |                                                           |
| 51 | Ishibashi Tanzan                    | Kabinett Yoshida I | 22. Mai 1946 – 24. Mai 1947    |                                                           |
| 52 | Katayama Tetsu (kommissarisch)      | Kabinett Katayama | 24. Mai 1947 – 1. Juni 1947    | Sozialistische Partei Japans                              |
| 53 | Yano Shōtarō                        | Kabinett Katayama | 1. Juni 1947 – 25. Juni 1947   |                                                           |
| 54 | Kurisu Takeo                        | Kabinett Katayama | 25. Juni 1947 – 10. März 1948  | Ryokufūkai                                                |
| 55 | Kitamura Tokutarō                   | Kabinett Ashida | 10. März 1948 – 15. Okt. 1948  | Demokratische Partei                                      |
| 56 | Yoshida Shigeru (kommissarisch)     | Kabinett Yoshida II | 15. Okt. 1948 – 19. Okt. 1948  | Demokratisch-Liberale Partei                              |
| 57 | Izumiyama Sanroku                   | Kabinett Yoshida II | 19. Okt. 1948 – 14. Dez. 1948  | Demokratisch-Liberale Partei                              |
| 58 | Ōya Shinzō (kommissarisch)          | Kabinett Yoshida II | 14. Dez. 1948 – 16. Feb. 1949  |                                                           |
| 59 | Ikeda Hayato                        | Kabinett Yoshida III Kabinett Yoshida III (1. Umbildung) Kabinett Yoshida III (2. Umbildung) Kabinett Yoshida III (3. Umbildung) | 16. Feb. 1949 – 30. Okt. 1952  | Demokratisch-Liberale Partei →Liberale Partei             |
| 60 | Mukai Tadaharu                      | Kabinett Yoshida IV | 30. Okt. 1952 – 21. Mai 1953   | parteilos                                                 |
| 61 | Ogasawara Sankurō                   | Kabinett Yoshida V | 21. Mai 1953 – 10. Dez. 1954   | Liberale Partei                                           |
| 62 | Ichimada Hisato                     | Kabinett Hatoyama Ichirō I Kabinett Hatoyama Ichirō II Kabinett Hatoyama Ichirō III                                              | 10. Dez. 1954 – 23. Dez. 1956  | Demokratische Partei Japans → Liberaldemokratische Partei |
| 63 | Ikeda Hayato                        | Kabinett Ishibashi Kabinett Kishi I                                                                                              | 23. Dez. 1956 – 10. Juli 1957  | Liberaldemokratische Partei                               |
| 64 | Ichimada Hisato                     | Kabinett Kishi I (Umbildung) | 10. Juli 1957 – 12. Juni 1958  | Liberaldemokratische Partei                               |
| 65 | Satō Eisaku                         | Kabinett Kishi II Kabinett Kishi II (Umbildung)                                                                                  | 12. Juni 1958 – 19. Juli 1960  | Liberaldemokratische Partei                               |
| 66 | Mizuta Mikio                        | Kabinett Ikeda I Kabinett Ikeda II Kabinett Ikeda II (1. Umbildung)                                                              | 19. Juli 1960 – 18. Juli 1963  | Liberaldemokratische Partei                               |
| 67 | Tanaka Kakuei                       | Kabinett Ikeda II (2. Umbildung) Kabinett Ikeda II (3. Umbildung) Kabinett Ikeda III Kabinett Satō I                             | 18. Juli 1963 – 3. Juni 1965   | Liberaldemokratische Partei                               |
| 68 | Fukuda Takeo                        | Kabinett Satō I (1. Umbildung) Kabinett Satō I (2. Umbildung)                                                                    | 3. Juni 1965 – 3. Dez. 1966    | Liberaldemokratische Partei                               |
| 69 | Mizuta Mikio                        | Kabinett Satō I (3. Umbildung) Kabinett Satō II Kabinett Satō II (1. Umbildung)                                                  | 3. Dez. 1966 – 30. Nov. 1968   | Liberaldemokratische Partei                               |
| 70 | Fukuda Takeo                        | Kabinett Satō II (2. Umbildung) Kabinett Satō III                                                                                | 30. Nov. 1968 – 5. Juli 1971   | Liberaldemokratische Partei                               |
| 71 | Mizuta Mikio                        | Kabinett Satō III (Umbildung) | 5. Juli 1971 – 7. Juli 1972    | Liberaldemokratische Partei                               |
| 72 | Ueki Kōshirō                        | Kabinett Tanaka I | 7. Juli 1972 – 22. Dez. 1972   | Liberaldemokratische Partei                               |
| 73 | Aichi Kiichi                        | Kabinett Tanaka II | 22. Dez. 1972 – 23. Nov. 1973  | Liberaldemokratische Partei                               |
| 74 | Tanaka Kakuei (kommissarisch)       | Kabinett Tanaka II | 23. Nov. 1973 – 25. Nov. 1973  | Liberaldemokratische Partei                               |
| 75 | Fukuda Takeo                        | Kabinett Tanaka II (1. Umbildung)                                                                                                | 25. Nov. 1973 – 16. Juli 1974  | Liberaldemokratische Partei                               |
| 76 | Ōhira Masayoshi                     | Kabinett Tanaka II (1. Umbildung) Kabinett Tanaka II (2. Umbildung) Kabinett Miki                                                | 16. Juli 1974 – 14. Dez. 1976  | Liberaldemokratische Partei                               |
| 77 | Bō Hideo                            | Kabinett Takeo Fukuda | 14. Dez. 1976 – 28. Nov. 1977  | Liberaldemokratische Partei                               |
| 78 | Murayama Tatsuo                     | Kabinett Takeo Fukuda (Umbildung)                                                                                                | 28. Nov. 1977 – 7. Dez. 1978   | Liberaldemokratische Partei                               |
| 79 | Kaneko Ippei                        | Kabinett Ōhira I | 7. Dez. 1978 – 9. Nov. 1979    | Liberaldemokratische Partei                               |
| 80 | Takeshita Noboru                    | Kabinett Ōhira II | 9. Nov. 1979 – 17. Juli 1980   | Liberaldemokratische Partei                               |
| 81 | Watanabe Michio                     | Kabinett Suzuki Kabinett Suzuki (Umbildung)                                                                                      | 17. Juli 1980 – 27. Nov. 1982  | Liberaldemokratische Partei                               |
| 82 | Takeshita Noboru                    | Kabinett Nakasone I Kabinett Nakasone II Kabinett Nakasone II (1. Umbildung) Kabinett Nakasone II (2. Umbildung)                 | 27. Nov. 1982 – 22. Juli 1986  | Liberaldemokratische Partei                               |
| 83 | Miyazawa Kiichi                     | Kabinett Nakasone III Kabinett Takeshita                                                                                         | 22. Juli 1986 – 9. Dez. 1988   | Liberaldemokratische Partei                               |
| 84 | Takeshita Noboru                    | Kabinett Takeshita | 9. Dez. 1988 – 24. Dez. 1988   | Liberaldemokratische Partei                               |
| 85 | Murayama Tatsuo                     | Kabinett Takeshita (Umbildung) Kabinett Uno                                                                                      | 24. Dez. 1988 – 10. Aug. 1989  | Liberaldemokratische Partei                               |
| 86 | Hashimoto Ryūtarō                   | Kabinett Kaifu I Kabinett Kaifu II Kabinett Kaifu II (Umbildung)                                                                 | 10. Aug. 1989 – 14. Okt. 1991  | Liberaldemokratische Partei                               |
| 87 | Kaifu Toshiki                       | Kabinett Kaifu II (Umbildung) | 14. Okt. 1991 – 5. Nov. 1991   | Liberaldemokratische Partei                               |
| 88 | Hata Tsutomu                        | Kabinett Miyazawa | 5. Nov. 1991 – 12. Dez. 1992   | Liberaldemokratische Partei                               |
| 89 | Hayashi Yoshirō                     | Kabinett Miyazawa (Umbildung) | 12. Dez. 1992 – 9. Aug. 1993   | Liberaldemokratische Partei                               |
| 90 | Fujii Hirohisa                      | Kabinett Hosokawa Kabinett Hata                                                                                                  | 9. Aug. 1993 – 30. Juni 1994   | Erneuerungspartei                                         |
| 91 | Takemura Masayoshi                  | Kabinett Murayama Kabinett Murayama (Umbildung)                                                                                  | 30. Juni 1994 – 11. Jan. 1996  | Neue Partei Sakigake                                      |
| 92 | Kubo Wataru                         | Kabinett Hashimoto I | 11. Jan. 1996 – 7. Nov. 1996   | Sozialistische Partei Japans → Sozialdemokratische Partei |
| 93 | Mitsuzuka Hiroshi                   | Kabinett Hashimoto II Kabinett Hashimoto II (Umbildung)                                                                          | 7. Nov. 1996 – 28. Jan. 1998   | Liberaldemokratische Partei                               |
| 94 | Hashimoto Ryūtarō                   | Kabinett Hashimoto II (Umbildung)                                                                                                | 28. Jan. 1998 – 30. Jan. 1998  | Liberaldemokratische Partei                               |
| 95 | Matsunaga Hikaru                    | Kabinett Hashimoto II (Umbildung)                                                                                                | 30. Jan. 1998 – 30. Juli 1998  | Liberaldemokratische Partei                               |
| 96 | Miyazawa Kiichi                     | Kabinett Obuchi Kabinett Obuchi (1. Umbildung) Kabinett Obuchi (2. Umbildung) Kabinett Mori I Kabinett Mori II                   | 30. Juli 1998 – 6. Jan. 2001   | Liberaldemokratische Partei                               |

## Zaimu-daijinseit 2001
| #  | Name              | Kabinett                                                                   | Amtszeit                      | Partei                      |
| -- | ----------------- | -------------------------------------------------------------------------- | ----------------------------- | --------------------------- |
| 1  | Miyazawa Kiichi   | Kabinett Mori II (Umbildung)                                               | 6. Jan. 2001 – 26. April 2001 | Liberaldemokratische Partei |
| 2  | Shiokawa Masajūrō | Kabinett Koizumi I Kabinett Koizumi I (1. Umbildung)                       | 26. Apr. 2001 – 22. Sep. 2003 | Liberaldemokratische Partei |
| 3  | Tanigaki Sadakazu | Kabinett Koizumi I (2. Umbildung)                                          | 22. Sep. 2003 – 19. Nov. 2003 | Liberaldemokratische Partei |
| 4  | Tanigaki Sadakazu | Kabinett Koizumi II Kabinett Koizumi II (Umbildung)                        | 19. Nov. 2003 – 21. Sep. 2005 | Liberaldemokratische Partei |
| 5  | Tanigaki Sadakazu | Kabinett Koizumi III Kabinett Koizumi III (Umbildung)                      | 21. Sep. 2005 – 26. Sep. 2006 | Liberaldemokratische Partei |
| 6  | Omi Kōji          | Abe Shinzō I                                                               | 26. Sep. 2006 – 27. Aug. 2007 | Liberaldemokratische Partei |
| 7  | Nukaga Fukushirō  | Abe Shinzō I (Umbildung)                                                   | 27. Aug. 2007 – 26. Sep. 2007 | Liberaldemokratische Partei |
| 8  | Nukaga Fukushirō  | Kabinett Yasuo Fukuda                                                      | 26. Sep. 2007 – 2. Aug. 2008  | Liberaldemokratische Partei |
| 9  | Ibuki Bunmei      | Kabinett Yasuo Fukuda (Umbildung)                                          | 2. Aug. 2008 – 24. Sep. 2008  | Liberaldemokratische Partei |
| 10 | Nakagawa Shōichi  | Kabinett Asō                                                               | 24. Sep. 2008 – 17. Feb. 2009 | Liberaldemokratische Partei |
| 11 | Yosano Kaoru      | Kabinett Asō                                                               | 17. Feb. 2009 – 16. Sep. 2009 | Liberaldemokratische Partei |
| 12 | Fujii Hirohisa    | Kabinett Hatoyama Yukio                                                    | 16. Sep. 2009 – 7. Jan. 2010  | Demokratische Partei        |
| 13 | Kan Naoto         | Kabinett Hatoyama Yukio                                                    | 7. Jan. 2010 – 8. Juni 2010   | Demokratische Partei        |
| 14 | Noda Yoshihiko    | Kabinett Kan Kabinett Kan (1. Umbildung) Kabinett Kan (2. Umbildung)       | 8. Juni 2010 – 2. Sep. 2011   | Demokratische Partei        |
| 15 | Azumi Jun         | Kabinett Noda Kabinett Noda (1. Umbildung) Kabinett Noda (2. Umbildung)    | 2. Sep. 2011 – 1. Okt. 2012   | Demokratische Partei        |
| 16 | Jōjima Kōriki     | Kabinett Noda (3. Umbildung)                                               | 1. Okt. 2012 – 26. Dez. 2012  | Demokratische Partei        |
| 17 | Asō Tarō          | Abe Shinzō II Abe Shinzō II (Umbildung)                                    | 26. Dez. 2012 – 24. Dez. 2014 | Liberaldemokratische Partei |
| 18 | Asō Tarō          | Abe Shinzō III Abe Shinzō III (1. Umbildung) Abe Shinzō III (2. Umbildung) | 24. Dez. 2014 – 1. Nov. 2017  | Liberaldemokratische Partei |
| 19 | Asō Tarō          | Abe Shinzō IV Abe Shinzō IV (1. Umbildung) Abe Shinzō IV (2. Umbildung)    | 1. Nov. 2017 – 16. Sep. 2020  | Liberaldemokratische Partei |
| 20 | Asō Tarō          | Suga                                                                       | 16. Sep. 2020 – 4. Okt. 2021  | Liberaldemokratische Partei |
| 21 | Suzuki Shun’ichi  | Kishida I                                                                  | 4. Okt. 2021 – 10. Nov. 2021  | Liberaldemokratische Partei |
| 22 | Suzuki Shun’ichi  | Kishida II Kishida II (1. Umbildung) Kishida II (2. Umbildung)             | 10. Nov. 2021 – 1. Okt. 2024  | Liberaldemokratische Partei |
| 23 | Katō Katsunobu    | Ishiba I                                                                   | 1. Okt. 2024 – 24. Nov. 2024  | Liberaldemokratische Partei |
| 24 | Katō Katsunobu    | Ishiba II                                                                  | 11. Nov. 2024                 | Liberaldemokratische Partei |